# Super Trouper (canción)
«Super Trouper» es una canción y un sencillo que publicó el grupo sueco ABBA. Esta canción es la que le da nombre al disco que el grupo lanzó en 1980.

## La canción
Fue escrita por Benny y Björn y yo. Fue grabada el 3 de octubre de 1980, en los estudios de Polar Music, llamada primeramente "Blinka Lilla Stjärna". El título de la canción, "Super Trouper", hace referencia a un gran foco que se usa para iluminar a los artistas durante sus presentaciones. La canción cuenta sobre una artista cansada de la vida que le ocasiona la fama que posee, y que recobra la esperanza al saber que su pareja irá a verla. Este tema viene incluido en el álbum Super Trouper, como la pista número 1.
Super Trouper (tanto el sencillo como el álbum) se convirtió rápidamente en un éxito rotundo, logrando posicionarse en el número uno en varios países (Alemania, Bélgica, Chile, Costa Rica, Irlanda, Holanda, Portugal y Reino Unido, donde en este último se convirtió en el noveno y último número uno del grupo), mientras que en otros territorios (Austria, España, Finlandia, Francia, Israel, México y Suiza) logró entrar al Top 10. A pesar de que el sencillo se convirtió en otro clásico del grupo; en Estados Unidos, Australia y Japón se estancó en los puestos 45, 77 y 93 respectivamente, pero junto con "Lay All Your Love on Me" y "On and On and On", la canción ocupó el número uno de la lista Billboard Hot Dance Club Play el 2 de mayo de 1981. 
Posiblemente, se convirtió en un éxito en Líbano, ya que en las listas de fin de año de este país la canción terminó en el puesto 37.
La canción fue también lado B de Felicidad en Argentina.
Además, forma parte, desde 2009, del musical Mamma Mia!, basado en las canciones de ABBA. "Super Trouper" fue cantado de nuevo en 1999 por el grupo A*Teens, que lo sacó como sencillo.

## The Piper
The Piper (El Flautista) es el lado B de este sencillo. Fue escrita por Björn y Benny. Fue grabada el 9 de abril de 1980, en los estudios de Polar Music, llamada primeramente de muchas formas: "Ten Tin Soldiers", "Sherwood" y "Äntligen Krig". La canción habla sobre como un flautista logra hipnotizar a todo un pueblo con sus melodías, y ahora ellos atienden cada capricho del flautista, haciendo alusión directa al famoso Flautista de Hamelin.
Este tema viene incluido en el álbum Super Trouper como la pista número 8 y la canción fue publicada el 1 de noviembre de 1980 en algunos países de Europa, Estados Unidos y México. 
The Piper también fue el lado B de Andante, andante en Argentina y de On and On and On en Australia y Japón.

## El vídeo
Fue grabado del 3 al 8 de octubre de 1980, en los estudios de Europa TV en Estocolmo. El vídeo muestra a Agnetha y Frida cantando mientras son iluminadas por un Super Trouper, mientras en otras escenas aparece todo el grupo cantando la canción en un escenario con muchas luces. También hay imágenes de las sesión de fotos para la portada del álbum. Fue dirigido por Lasse Hallström.
Actualmente está disponible en The Definitive Collection (DVD), ABBA Number Ones (DVD) y en ABBA Gold (DVD).

## Posicionamiento
| Lista                                          | Posición |
| ---------------------------------------------- | -------- |
| Alemania Top 50 Airplay Singles Chart          | 1        |
| Alemania Top 50 Sales Singles Chart            | 1        |
| Bélgica Top 30 BRT Singles Chart               | 1        |
| Bélgica Top 30 Humo Singles Chart              | 1        |
| Chile Single Chart                             | 1        |
| Costa Rica Top 50 Radio Uno Chart              | 1        |
| E.U.A. Billboard Hot Dance Club Play Chart     | 1        |
| Irlanda Top 30 IRMA Singles Chart              | 1        |
| Holanda Top 30 Naional Hitparade Singles Chart | 1        |
| Holanda Dutch Top 40 Singles Chart             | 1        |
| Portugal Top 20 Singles Chart                  | 1        |
| UK Singles Chart                               | 1        |
| Eurochart Hot 100 Singles                      | 1        |
| Dinamarca Top 40 Singles Chart                 | 2        |
| Israel Top 40 Singles Chart                    | 2        |
| Noruega Top 20 VG Singles Chart                | 2        |
| Austria Top 75 Singles Chart                   | 3        |
| México Lista de Sencillos Internacionales      | 3        |
| Suiza Top 100 Singles Chart                    | 3        |
| Finlandia Suosikki Singles Chart               | 4        |
| Francia Top 30 Singles Chart                   | 4        |
| España Los 40 Principales                      | 5        |
| Finlandia Top 40 YLE Singles Chart             | 5        |
| España Singles/Ventas                          | 3        |
| Suecia Top 60 Sverige Singles Chart            | 1        |
| E.U.A. Billboard Adult Contemporany Chart      | 1        |
| Zimbabue Top 20 Singles                        | 1        |
| Canadá Top 50 Singles                          | 1        |
| Billboard Hot 100                              | 1        |
| E.U.A. Top 100 Cashbox Singles Chart           | 5        |
| E.U.A. Top 100 Record World Singles Chart      | 1        |
| Australia Top 100 ARIA Singles                 | 1        |
| Japón Top 100 Oricon Singles                   | 1        |

### Trayectoria en las listas
| Posición | 88 | 78 | 69 | 59 | 52 | 46 | 46 | 45 | 56 | 86 | 95 |

| Posición | 13 | 2 | 1 | 1 | 1 | 4 | 5 | 5 | 8 | 28 | 48 | 71 |

| Posición | 92 | 92 | 92 | 77 | 91 |

### Listas de Fin de Año
| País           | Posición | Año  |
| -------------- | -------- | ---- |
| Alemania       | 5        | 1981 |
| Bélgica        | 42       | 1980 |
| Bélgica        | 57       | 1981 |
| Estados Unidos | 14       | 1981 |
| Francia        | 36       | 1980 |
| Francia        | 46       | 1981 |
| Líbano         | 37       | 1981 |
| Países Bajos   | 73       | 1980 |
| Reino Unido    | 4        | 1980 |

## Certificaciones
| País        | Certificación | Ventas    |
| ----------- | ------------- | --------- |
| Reino Unido | Oro           | + 709 000 |